# Johann Georg Keifflin
Johann Georg Keifflin (* 4. September 1672 in Diemeringen; † 2. Mai 1728 in Kreuznach) war ein elsässischer Pfarrer und Komponist, der in Straßburg, Kleinbockenheim und Kreuznach wirkte.

## Leben
Johann Georg Keifflin war eines von neun Kindern des rheingräflichen Hofpredigers Mag. Johann Andreas Keifflin (Jean-André Keiflin) (1638–1709) und dessen Ehefrau (⚭ 1663) Ursula Heusch (Heisch) (1634–1720), Tochter von Sattler und Zunftmeister (Scabinus primarius) Georg Heisch († nach 1657) und Maria Heim aus Straßburg. Sein Vater – ein Sohn von Johann Keifflin († nach 1657), Regimentsgewaltiger der Stadt Straßburg, aus Durlach und (⚭ 1636) Anna Maria Spengler – war 1662 bis 1665 Pfarrer in Aßweiler, 1665 bis 1674 Pfarrer in Diemeringen, dann Pfarrer in Finstingen, 1679 Kaplan am Bürgerhospital in Straßburg, 1683 Diakonus und 1697 Pfarrer an der Wilhelmskirche (Église Saint-Guillaume), Canonicus Senior und Capitularius des freiweltlichen Stiftes zu St. Stephan in Straßburg.
Einer seiner Brüder war Johann Andreas Keifflin Dümmeringensis († nach 1739), der sich 1690 in Straßburg immatrikulierte, 1702 Licencié en droit (Licentiatus juris) und 1731 Conseiller und Advocat am Königlichen Hof war. Ein weiterer Bruder war der Pfarrer Mag. Johann Philipp Keifflin (1669–1731). Seine Schwester Juliana Margaretha Keifflinin (1663–1726) war seit 1686 mit Pfarrer Johann Zinßner (1661–1727) im Hanauerland verheiratet.
Johann Georg Keifflin Dümringensis schrieb sich am 20. Oktober 1691 an der Universität Straßburg ein und legte am 10. Mai 1698 sein Examen ab. Während seiner Studienzeit wirkte er vom 4. März 1693 bis 1697 als Organist an Saint-Guillaume in Straßburg. Am 20. Mai 1698 wurde Keifflin ordiniert. Im selben Jahr heiratete er Anna Margareta Kolb, eine Tochter des Seidenhändlers Johann Paul Kolb (1622–1680) und der Margarete Schaumann aus Straßburg.
1698 bis 1699 war Keifflin Hauslehrer und Hofprediger der Grafen Friedrich Emich (1621–1698) bzw. Johann Friedrich von Leiningen-Dagsburg-Hardenburg (1661–1722) in der Emichsburg und Pfarrer von Kleinbockenheim.
Nach der Berufung von Pfarrer Georg Debus (1649–1722) nach Heidelberg wählte die lutherische Gemeinde in Kreuznach Keifflin zu ihrem Pfarrer. Keifflin übernahm die Gemeinde am 26. August 1699. Das lutherische Konsistorium in Heidelberg wollte ihn zunächst nicht bestätigen, weil er ohne dessen Wissen und Zustimmung gewählt worden war. Keifflin reiste an den kurpfälzischen Hof nach Düsseldorf und setzte seine Bestätigung durch.
Am 5. Oktober 1700 hielt Keifflin eine Predigt über Gen 28,16f  zur Einweihung der neuen lutherischen Wilhelmskirche in Kreuznach, die er nach der Straßburger Wilhelmskirche benennen ließ. Der Name war zugleich eine Anspielung auf die beiden katholischen Landesherren Kurfürst Johann Wilhelm von der Pfalz (1658–1716) und Markgraf Ludwig Wilhelm von Baden (1655–1707).
Gräfin Marie Elisabeth von Leiningen-Dagsburg-Hardenburg (1648–1724), die Schwester des Grafen Johann Friedrich von Leiningen-Dagsburg-Hardenburg und Witwe des dänischen Großkanzlers Friedrich von Ahlefeldt (1623–1686), spendete eine Kanzel für 100 Reichstaler und Antependien für die neue Kirche. Zur Einweihung der neuen Orgel am 3. November 1706, die von Orgelbaumeister Jacob Irrlacher (1672–1762) aus St. Pölten gebaut worden war, schrieb Keifflin eine Kantate („Orgel Carmen“), deren Druck in 400 Exemplaren für 6 Gulden und 4 Albus bei der Mainzer Hof- und Universitätsdruckerei von Johannes Mayer († 1746) in Auftrag gegeben und die mit Vokalisten und Instrumentalisten aufgeführt wurde.
1701 beklagte sich der lutherische Präzeptor (Lehrer) Johann Christoph Voigt beim Konsistorium in Heidelberg über die Form der Sakramentsverwaltung Keifflins, in Sonderheit dass er „bey Haltung des Heyl. Abendmahls nicht alle Hostien noch Wein seegne, welcher außgespendet würde, auch dießen heyligen Symbolis den Rücken zukehre und was dergleichen adiaphoristische Dinge mehr waren“; die Beschwerde wurde jedoch niedergeschlagen. Voigt suchte 1707 in Frankfurt um Aufnahme nach.
Keifflin betreute von Kreuznach aus auch die Evangelischen in den Orten Ebernburg, Feil und Bingert in der Herrschaft Sickingen, die während des Dreißigjährigen Krieges wieder katholisch gewordenen war, und veröffentlichte 1710 eine Protestschrift an das Corpus Protestantium beim Immerwährenden Reichstag in Regensburg gegen deren Bedrückung durch den Freiherrn Friedrich Franz von Sickingen († 1713). Keifflin kritisierte auch das sickingische Verhalten in den Dörfern Norheim und Traisen. Auch die Lutheraner in Rüdesheim wurden seit seinem Kreuznacher Dienstbeginn von Keifflin betreut.
1711 beriet Keifflin Graf Johann Ernst von Nassau-Weilburg (1664–1719) – verheiratet mit Maria Polyxena (1662–1725), einer weiteren Schwester des Grafen Johann Friedrich von Leiningen-Dagsburg-Hartenburg – wegen eines Orgelneubaus in der Schlosskirche zu Weilburg, der später durch Johann Jakob Dahm (1659–1727) ausgeführt wurde. Mit Verweis auf Straßburger Werke, die Irrlacher-Orgeln in Kreuznach und in der Karlskirche zu Zweibrücken (Bauzeit 1711–1715) empfahl er französische Stimmung und Disposition:

„Alß habe nicht umbhin gekonnt, bey Auffürung und Anlegung sothanen Werks sich die Stimmung des heuthig sehr übliche sogenannten französisch Chor Thons undt ja nicht des in Teutsch-Lande bishero gemein gewesten Cornetts zu bedienen, gestalten die Teutsche Instrumenten alß Dulcianen, Zincken, Posaunen und dergleichen andere mehr an allen Höfen und wohl regulirten Capellen mehrenteilß ausgemustert undt nur auf die Thürme verwießen, statt deren aber die französischen Bassons, Hautbois, Flûtes douces et Traversiers, ich geschweige andere, introducirt worden.“

1714 heiratete Johann Georg Keifflin in zweiter Ehe die Kaufmannstochter Susanna Bernhard († nach 1721). Sein Bruder Johann Philipp war seit 1708 in zweiter Ehe mit Anna Salomé Bernhardt verheiratet.
1715 wurde Keifflin von der Kurpfalz für die Veröffentlichung der Protestschrift an das Corpus Protestantium eine Strafe von 100 Reichstalern an Maria Anna Anastasia von Enschringen († 1733), die Witwe Sickingens, und die Übernahme der Prozesskosten in Höhe von 100 Reichstalern auferlegt, wovon die lutherische Gemeinde in Kreuznach die Hälfte übernahm. 200 Reichstaler entsprechen 300 Gulden, Keifflins Jahressalär betrug 100 Gulden, ein Fuder Wein und 20 Malter Korn. Der weitere Umgang mit den sickingischen Untertanen wurde Keifflin verboten, die Protestschrift in seiner Gegenwart vom Amtsbüttel zerrissen und seine Versetzung auf eine schlechter bezahlte Stelle angedroht.
1726 baten Pfarrer Keifflin und Vorsteher der Gemeinde den Rat der Stadt Frankfurt am Main um Gewährung einer Unterstützung für die durch Gewitter und Hagelschlag in Not geratene lutherische Gemeinde.
Nach einigen Schlaganfällen wurde ihm 1727 der Diakonus Johann Nikolaus Brach († 1740) zur Seite gestellt.
Keifflin starb 1728 und wurde in der St.-Wilhelm-Kirche begraben. Seine Tochter Margaretha Ursula Keiflin (1699–1781) „von Xnac (= Kreuznach)“ heiratete 1720 in Ilbesheim bei Kirchheimbolanden den Pfarrer Gustav Friedrich Siebecker (1695–1759).

## Wappen
In Silber aus einem blauen Dreiberg wachsend ein gestieltes, dreiblättriges grünes Kleeblatt.

## Werke
- Motette Elevation. Aspiratio ad Christum, authore Joh. Georg Keifflin. Th[eologiae] Aud[itor], 1696, canto Solo cum V. V. F. et organo Dulce Pelicani pectus (für Sologesang, 2 Violinen, Fagott und Basso continuo)[21]. In: Sébastien de Brossard: [Anthologie] Recueil de motets de différents autheurs [SdB recueil 27], Handschrift 2. Hälfte des 17. Jh. (Bibliothèque nationale de France; Vm 1 1266)
- (Beiträger zu:) Johann Daniel Arcularius (Hrsg.): Wahre Kennzeichen Eines Treuen Predigers. Wie solche … Aus Psalm, LXXI. v. 16. [et]c. Bey … Leich-Begängnüs Des … Johann Conrad Sondershausen,[22] Wohl-meritirten Aeltesten Evangelischen Predigers allhier … den 3. Tag Junii 1704. … in der Kirchen zu St. Catharinen Jn Franckfurt am Mäyn fürgetragen. Bauerische Schrifften, Frankfurt am Main 1705
- Kantate Orgel-Carmen, Johannes Mayer, Mainz 1706[8]
- Johann Georg Keifflin: Gemitus Pressorum In Baronia Sickingensi Evangelico-Lutheranorum. Oder: Seuffzen derer bedrängten und verfolgten Evangelisch-Lutherischen Unterthanen der Herrschafft Sickingen-Ebernburg, Einem Hoch-preißlichen Corpori Protestantium zu Regenspurg unterthänigst vorgetragen von Johann Georg Keifflin, Evangelisch-Lutherischen Pfarrer der Gemeinde zu St. Wilhelm in der Chur-Pfältzischen Ober-Amts-Stadt Creutzenach, als dieser Sachen Gevollmächtigtem, o. O. [Kreuznach] 1710 (Volltext in der Google-Buchsuche)
  - wiederabgedruckt in: Der sämtlichen Evangelisch-Lutherisch- Und Reformirten Im Heil. Römis. Reich Neue Religions-Gravamina, Welche jüngsthin Auf dem Reichs-Tag zu Regenspurg überreichet … Worden, Bd. I, Anton Heinscheid, Frankfurt am Main 1720, S. 87–105 (Volltext in der Google-Buchsuche)
  - Nachdruck des Wiederabdrucks in: Burkhard Gotthelf Struve (Hrsg.): Corpus Actorum Et Gravaminum Religionis Des Heiligen Röm. Reichs, Bd. I, Matthäus Birckner, Frankfurt am Main / Leipzig 1724, S. 87–105 (Volltext in der Google-Buchsuche)